# MEMS

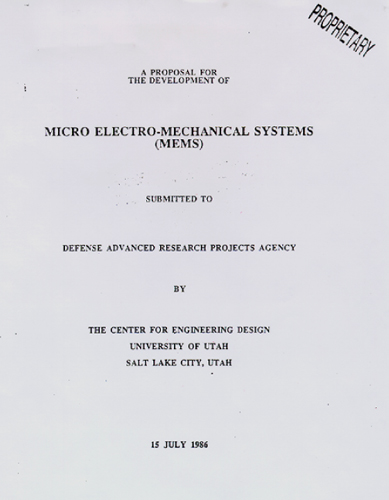
1986년 DARPA에 제출된 논문, 처음으로 MEMS라는 용어를 소개한다

미세전자기계 시스템(영어: micro-electromechanical systems, MEMS)은 나노기술을 이용해 제작되는 매우 작은 기계를 의미한다. 한국어로는 나노머신이라는 용어로 주로 쓴다. 일본에서는 '마이크로머신'이라는 표현을 쓰기도 하며, 유럽에서는 'micro systems technology' (MST)라고 일컫기도 한다.
나노머신은 가공의 기술인 분자 나노기술(molecular nanotechnology) 또는 분자 전자공학(molecular electronics)과는 다른 것이다. 나노머신은 크기가 1에서 100마이크로미터인 부품들로 구성되어 있고(0.001~0.1mm), 일반적인 사이즈는 20마이크로미터부터 1밀리미터까지이다(i.e. 0.02 to 1.0 mm). 나노머신은 데이터를 처리하는 마이크로프로세서와, 외부 환경과 상호작용을 위한 마이크로센서 등의 부분으로 구성된다.
나노머신 크기의 레벨에서는 고전물리학 이론이 언제나 적용될 수는 없다. 부피에 비해 상대적으로 큰 표면적 때문에, 정전기와 웨팅(wetting)과 같은 표면 효과가 관성(inertia)이나 열적질량(thermal mass)같은 부피로 인한 효과보다 크게 작용하기 때문이다.
극소크기의 기계들의 잠재가능성은 이것이 기술로 현실화되기 전에 그 가치를 인정받았다. 예를 들면, 리처드 파인만의 유명한 1959년의 강의 바닥에는 공간이 많다(There's Plenty of Room at the Bottom)를 보면 알 수 있다.  MEMS는 보통 전자장치를 만드는데 사용되는 반도체 제조기술에서의 수정을 통해 제작되면서 실용화에 들어갔다. 이는 몰딩(molding)과 플래팅(plating)을 비롯해 wet etching (KOH, TMAH) and dry etching (RIE and DRIE), electro discharge machining (EDM) 등의 소형 기계를 제작가능하게하는 기술들을 포함하고 있었다.초기 MEMS 기기의 예시는 전기역학적 모놀리식 공진기인 resonistor이다.

## MEMS 제작을 위한 재료
MEMS의 제작은 반도체 제작기술에서 발달하였다. 즉, 기본적인 기술들은 물질층의 증착(deposition), 포토리소그래피(photolithography)를 통한 패터닝(patterning) 그리고 필요한 모양형태를 제작하기 위한 에칭(etching).

### 실리콘
실리콘은 대부분의 현재 산업의 가전 제품에 사용되는 집적회로 제작에 사용되는 물질이다. 규모의 경제, 이미 값싸고 질좋은 물질의 이용가능성과 전기적 기능성을 통합하는 능력은 실리콘을 MEMS 적용의 분야를 다양하게 넓혔다.
실리콘의 물질적 특성들 덕분에 상당한 이점을 가진다. 단일 수정 구조 안에서 실리콘은 거의 완벽한 후크의 법칙을 만족하는 물질이다(이는 휘어질 때 사실상 이력효과가 없고 결과적으로 에너지 손실이 거의 없다는 것을 의미한다). 실리콘의 이러한 특징은 고도로 반복가능한 움직임 뿐만 아니라 물질에 대한 피로가 거의 없고 10억에서 1조 만큼의 수명을 가지게 하므로 운용가능하다

### 폴리머
전자 산업이 실리콘 산업에 규모의 경제를 제공하였다고는 해도, 수정 실리콘은 아직 복잡하고 비교적 비싼 물질이다. 반면 폴리머는 대량생산이 가능하고 다양한 물질적 특성을 가지고 있다. MEMS 기기는 사출 성형(injection molding), 임보싱(embossing), 광조형법(stereolithography) 등의 공정 과정을 통해 제작될 수 있으며 일회용 혈액 검사 카트리지 같은 미세유체공학(microfluidics)에의 적용에 매우 적합하다.

### 금속
금속은 MEMS 요소들을 만드는데 사용될 수 있다. 금속은 실리콘처럼 기계적 특성의 관점에서 드러나는 이점은 없지만, 한계 내에서 사용될 때 신용도가 매우 높다.  금속은 전기도금, 증착, 스푸터링 공정과정을 통해 증착(deposition)될 수 있다. 공통적으로 사용되는 금속은 금, 니켈, 알류미늄, 구리, 크롬, 티타늄, 텅스턴, 백금 그리고 은 등이 있다.

### 세라믹
세라믹 소재는 실리콘(Si), 알루미늄(Al), 타이타늄(Ti), 지르코늄(Zr) 등과 같은 금속원소가 산소, 탄소, 질소 등과 결합하여 만든 산화물, 탄화물, 질화물로 이루어진다.
다른 세라믹 뿐 만 아니라 실리콘, 알류미늄, 티타늄의 질화물들은 점차 물질적 특성들의 용이한 조합으로 MEMS 제작에 점차 이용되고 있다. 질화알류미늄(AIN)은 우르짜이트구조로 결정하며 파이로전기와 센서가 전단력(shear force)에 대한 민감도를 갖게 하는 압전기적 특성을 보인다. TiN, on the other hand, exhibits a high electrical conductivity and large elastic modulus allowing to realize electrostatic MEMS actuation schemes with ultrathin membranes. 더욱이, 생물 부식에 대한 TIN의 높은 저항도는 생체유전자적 환경과 생체 센서에 대한 물질의 적용을 가능하게 한다.

## 부록
몇 가지 일반적인 상용 MEMS 애플리케이션은 다음과 같다:
- 잉크젯 프린터는 압전 또는 열 기포 방출을 사용하여 종이에 잉크를 도포한다.[7][8] 1997년에 MEMS 기술을 사용한 최초의 상용 제품은 휴렛팩커드에서 제조한 잉크젯 프린터 카트리지였다.[9]
- 휴대폰, 헤드셋, 노트북과 같은 휴대용 기기의 MEMS 마이크. 스마트 마이크 시장에는 스마트폰, 웨어러블 기기, 스마트 홈 및 자동차 애플리케이션이 포함된다.[10]
- 실시간 시계의 온도 보정 정밀 공진기.[11]
- 가속도계는 에어백안전백 및 전자식 안정성 제어의 배치 등 다양한 목적으로 최신 차량에 탑재되어 있다.
- 관성 측정 단위(IMU):
  - MEMS-가속도계
- *원격 조종 또는 자율 헬리콥터, 항공기, 멀티로터(드론이라고도 함)에 사용되는 MEMS 자이로스코프는 롤, 피치, 요의 비행 특성을 자동으로 감지하고 균형을 잡는 데 사용된다.
  - 이러한 장치에 MEMS 자기장 센서(자력계)를 통합하여 방향성 동작을 제공할 수도 있다.
  - 최신 자동차의 MEMS-관성 내비게이션 시스템(INS), 항공기, 잠수함 및 기타 차량의 요, 피치 및 롤(예: 항공기의 오토파일럿)을 감지한다.[12]

## MEMS의 기본적인 공정

### 증착(Deposition)
MEMS의 제작에서 기본적인 블럭을 제작하는 방법으로 증착한다는 것은 몇 나노미터에서 약 100 마이크로 미터사이의 물질에 얇은 필름을 붙이는 것이다. 아래와 같이 증착에는 두 가지의 방법이 있다.

#### 물리적 증착
물리적 증착법("PVD")은 증착시킬 필름에 해당하는 물질(target)을 기반 물질의 표면에 붙이는 과정이다. 이 공정에 적용되는 기술에는 스푸터링(sputtering)과 진공증착(evaporation deposition)이 있다. 스푸터링은 타겟에 이온 광선(운동량을 전달하기 위한 입자)을 쏘아 원자를 떼어내어 자유롭게 움직일 수 있게 한 다음 기반 물질에 붙이는 과정을 말한다. 또한 진공증착은 열이나 전자빔을 진공상태에서 타겟에 발사하여 몇 개의 원자를 떼어내어 증착시키는 방법인데 열을 사용하는 방법을 열진공증착, 전자빔을 사용하는 방식을 e-beam 증착이라고 한다. 진공증착은 물질에 에너지를 가하여 전체의 거대한 결합에서 몇 개의 원자를 떼어내는 방법이므로 타겟 물질마다 가해야 하는 에너지가 다양하다는 단점이 있어 스푸터링 기법을 고안하게 되었다.

#### 화학적 증착
화학적 증착은 기체 상태의 원료를 기반 물질과 화학 반응하게하여 증착시키는 화학기상증착(CVD)를 포함한다. 기술의 세세한 부분에 의해 더 많은 카테고리로 나누어질 수 있는데 예를 들어 저압화학기상증착(LPCVD)이나 PECVD(Plasma Enhanced chemical vapor deposition)이 있다.
산화물질을 이용한 필름은 열산화 기술을 이용해 만들 수 있는데 이는 웨이퍼(대부분 실리콘을 사용)가 산소나 증기에 노출되게 하여 이산화규소층이 형성되게 하는 방식이다.

## 패터닝
어떤 막에 형상을 구현한 것이다.

### 리소그래피
MEMS 제작 공정에 있어서 리소그래피는 보통 패턴을 빛과 같은 방사선 소스에 선택적으로 노출시켜 광감각적 물질로 바꾸어 주는 과정이다. 광감각적 물질은 방사성 소스에 노출되면 자신의 물리적 특성이 바뀌는 성질을 가진 물질을 말한다. 노출 부위와 비노출 부위의 차이로 물질의 방사성 패턴은 노출된 물질로 전환된다.
노출된 영역은 나중에 제거되거나 기반 물질을 위한 마스크로서 기능한다. 포토리소그래피는 전형적으로 금속이나 다른 얇은 필름의 증착 과정과 습식 에칭 및 건식 에칭에 쓰이는 방식이다

### 포토리소그래피
포토리소그래피는 마스크에 있는 기하학적 모형을 실리콘 웨이퍼에 새기는 과정이다. 단계는 웨이퍼 클리닝, 베리어층 형성, PR(photoresist) 코팅, 소프트 베이킹, 마스크 부착, 노출과 현상, 하드 베이킹의 순이다.

#### 웨이퍼 클리닝, 베리어층 형성, PR 코팅
처음에서는, 웨이퍼를 화학적으로 깨끗하게 세척한다. 이는 작은 유기물, 이온, 금속 불순물 등 표면에 존재하는 입자들을 제거하는 과정이다. 세척이 끝나면 베리어 층으로 역할하는 이산화규소는 웨이퍼의 표면에 증착시킨다. 베리어막이 만들어지면, PR을 웨이퍼 표면에 코팅한다. 고속 원심회전을 이용해 PR을 코팅하는 것이 집적회로 제작에서 표준적인 방법이다. 이 기술은 스핀코팅(Spin Coating)이라고 하며 웨이퍼 표면에 얇고 일정한 PR 층을 형성한다. PR 코팅에 사용되는 다른 방법은 초음파 노즐을 사용하는데 마이크론 사이즈의 PR 입자들을 웨이퍼 표면에 직접 뿌리는 방식이다.

#### 양성 감광제&음성 감광제 (Positive and Negative Photoresist)
PR에는 양성과 음성 두 가지 종류가 있다.양성의 경우 마스크의 뚫린 곳으로 자외선에 노출된 PR은 화학적 구조가 바뀌어 현상액에서 더 잘 용해된다. 즉, 마스크를 얹었을 때 보이는 부분이 현상액에 녹아 없어지는 것이다. 필요한 회로를 파낸 것으로 생각 할 수 있다. 음성의 경우 양성과 반대로 마스크에 의해 자외선에 차단된 부분이 노출된 부분보다 현상액에서 더 잘 녹는다. 그러므로 마스크를 얹었을 때 보이지 않는 부분이 현상액에 녹아 없어진다. 필요한 부분만 남겨두고 나머지는 모두 파내는 것이다. 결론은 양성이든 음성이든 마스크의 정확한 패터닝을 웨이퍼에 본뜰 수 있다는 것이다.

### 전자빔 리소그래피
전자빔 리소그래피(E-beam lithography)는 얇은 레지스트(포토레지스트-photoresist도 레지스트의 한 종류다)막으로 도금되어 있는 시료표면을 전자선으로 주사하여 패턴을 얻는 방식이다. 전자선 주사 후 노출 또는 비노출 부위를 선텍적으로 제거한다. 이것을 현상(developing)이라고 한다. 포토리소그래피의 목적은 이후의 처리를 통해 기반 물질로 레지스트의 회로 구조를 옮기기 위해 미세한 레지스트 구조를 만드는 것이다. 보통 에칭을 통해 기반물질에 패턴을 옮긴다. 주로 집적회로나 나노 수준의 구조를 만드는데 이용된다.
전자빔리소그래피의 가장 큰 장점은 빛의 회절한계를 극복한다는 것과 나노미터 수준의 영역에서 구조를 만들 수 있다는 점이다. 또한 이 방식은 마스크가 필요없으며 광마스크를 이용한 포토리소그래피에서도 광범위한 사용방식을 찾았다.
핵심적인 제한 사항은 처리율이다. 예를 들면, 실리콘 웨이퍼나 유리 기반물질을 완전히 노출시키는데 매우 긴 시간이 필요하다. 긴 노출시간은 사용자가 빔드리프트나 노출 도충 발생할 수 있는 불안정성에 취약하게 만든다. 또한, 패턴이 바뀌지 않는다면 재작업이나 재디자인을 위한 시간이 불필요하게 길다.

### 이온광선리소그래피
이온광선리소그래피는 극도로 짧은 길이의 라인을 그을 수 있는 능력이 있다.(근접 효과 없이 최대 50 nm까지 가능하다.) 그러나 이온광선 리소그래피에서 제작 필드가 너무 작기 때문에 거대한 영역의 패턴은 작은 필드 여러 개를 합쳐 제작해야 한다.

### X-ray리소그래피
X-ray리소그래피는 전자 공학 산업에서 얇은 필름의 부분을 선택적으로 제거하기 위해 사용되는 공정이다. 마스크의 기하학적 패턴을 기반 물질의 감광제로 전이시키기 위해 x선을 사용한다. 그리고 나서 연속적인 화학 작용을 통해 감광제 아래의 물질에 패턴을 새긴다.

### 다이아몬드 패터닝
다이아몬드 패터닝은 새로운 광자 공법으로 소자에 흠집을 입히지 않고 나노다이아몬드를 이용해 표면에 패턴을 만들거나 새기는 방법이다. 다이아몬드 MEMS 공법 중 하나이다. 다이아몬드 필름을 실리콘 소자에 씌우는 등의 응용도 이루어지고 있다. 패턴은 이온 빔 밀링에 의한 마이크로머시닝에 의한 증착 혹은 이산화규소 마스크를 이용한 증착 이용해서 패턴을 새기는 형식이다.

## 에칭 공정
에칭에는 기본적으로 습식 에칭과 건식 에칭 두가지 종류가 있다. 습식에칭이란 화학적 용해액에 대상물을 담가 목적하는 부위를 녹이는 방식이다. 건식 에칭이란 진공 상태에서 이온화된 가스를 대상물에 충돌시키는 방식인 스퍼터링 등을 이용해 목적하는 부위를 녹이는 방식이다. (*자세한 것은 에칭 항목 참조)